# Marcello Surace
Marcello Surace (Palmi, 4 gennaio 1958) è un musicista e batterista italiano.

## Biografia

### Primi anni
Marcello Surace sviluppa la sua passione per la batteria fin da piccolo, infatti già all'età di 11 anni faceva parte ci alcune band ed orchestre esibendosi a feste di piazza e festival della Calabria. Nel 1975 pubblica il suo primo album Apoteosi, LP dal genere rock progressivo, con l'omonimo gruppo di cui è stato cofondatore. Nel 1978 Patrick Samson lo sceglie come batterista per il suo tour. L'anno dopo diviene batterista di Wess. Comincia così a lavorare in Europa.
Nel 1983 insieme a tre colleghi fonda i Bootleg Band, gruppo musicale che si è esibito in vari Stati europei, soprattutto Germania, Francia e Svizzera. Nel 1985 fa ritorno in Italia dove lavora con Cristiano Malgioglio, l'anno successivo inizia a collaborare con Marco Armani. Nel 1987 si esibisce in Svizzera al Leysin Rock Festival, dove viene notato da Catherine Lara che lo vorrà l'anno successivo come batterista del suo album e del suo tour europeo che toccò anche Olympia di Parigi. Nel 1989, in Francia, viene ingaggiato da Coluche per il tour Restos du cœur, lavorando così con Johnny Hallyday, Jean-Jacques Goldman, Michel Sardou e altri ancora. In questo periodo, inoltre, lavora con Patrick Bruel incidendo un disco.

### Gli anni Novanta
Tra il 1991 e il 1992 insieme a Eddie Mitchell intraprende una serie di concerti per la guerra del Golfo. Parallelamente lavora con Jean-Jacques Goldman in un tour che ha toccato oltre all'Europa, anche l'Asia e il Sud America. Nel 1993 lavora con Lutte Berg all'incisione dell'album Santa Sofia, Berg inoltre lo vorrà come batterista nel suo tour. Nello stesso anno diviene anche il batterista di Michel Sardou in un tour europeo. In questo periodo inoltre realizza sigle per programmi televisivi come quella per Avanzi, programma di Rai 3 andato in onda dal 1991 al 1993, o Tunnel, programma sempre di Rai 3 andato in onda dal 1993 al 1994; entrambi i programmi erano firmati da Serena Dandini e Corrado Guzzanti.
Nel 1995 avrebbe dovuto intraprendere una tournée con Mia Martini che purtroppo prematuramente scomparve. Inizia a collaborare con Gegè Telesforo in un tour dalla durata di due anni, partecipando anche a vari festival jazz e blues. Parallelamente all'attività con Telesforo, intraprende anche una tournée europea con Michel Sardou partendo dalla Francia. Nello stesso anno insieme ai Pantarei incide l'album Ragalentu. Nel 1996 collabora alla realizzazione della colonna sonora di Sono pazzo di Iris Blond di Carlo Verdone. L'anno successivo incide con Gegè Telesforo l'album Pure Funk Live, Telesforo inoltre realizza anche un cortometraggio P.F.L. Pure Funk Live a cui Surace prende parte.
Nel 1997 entra a far parte della band, come batterista, del Pippo Chennedy Show, programma televisivo di Rai 2 firmato da Serena Dandini e Corrado Guzzanti. Nel '97 inoltre è al fianco di Mike Francis in un tour mondiale che tocca anche Hollywood. Sul finire dello stesso anno si reca in Francia per l'incisione dell'album Salut di Michel Sardou; seguirà poi un tour di 115 date che toccherà Europa, Canada e Libano; dalla tournée sarà realizzato anche un album live e un DVD registrato durante la tappa al Palais omnisports de Paris-Bercy.
Nel 1998 collabora con Alex Baroni all'incisione dell'album Quello che voglio. All'album seguirà un tour a cui Surace prenderà parte. Accompagnerà Baroni anche durante il Festival internazionale della canzone di Sopot, festival polacco che vedrà nel 1998 la vittoria proprio di Alex Baroni. Nel 1999 lavora nuovamente con Gegè Telesforo con il Pure funky live tour; nello stesso anno entra a far parte dei Frankie e Canthina Band.

### Gli anni 2000
Nel 2000 è impegnato con il tour italiano di Alex Baroni. In quest'anno, inoltre, è occupato con il tour europeo di Michel Sardou che prende il via da Palais omnisports de Paris-Bercy; dalla tournée sarà realizzato anche questa volta un album live e un DVD. Nel 2002 muore Alex Baroni; per ricordarlo viene organizzato un concerto andato in onda su Rai 2 a cui Marcello Surace prende parte, suonando quindi per artisti come Giorgia, Alex Britti, Max Gazzè, Paola Cortellesi e altri. Sempre in quest'anno è in tour con i Frankie e Canthina Band. Nel 2003 inizia a lavorare a teatro con Rodolfo Laganà nello spettacolo Laganà social club che debutta al Teatro Politeama Brancaccio di Roma.
Nello stesso anno prende parte allo spettacolo teatrale di Gino Landi Amore, amore; partecipa, inoltre al quarto memoriale per Enrico Lucchini. Nel 2004 collabora con Ardit Gjebrea, suonando in un'orchestra di 40 elementi in alcuni concerti tenutisi presso il Palazzo dei Congressi di Tirana. Nello stesso anno entra a far parte della Andrea Braido Band con Andrea Braido con cui realizza il disco Space Braidus. Sempre nel 2004 lavora con Daniele Luttazzi alla realizzazione dell'album Money for Dope, disco pubblicato nel 2005 dalla EMI. Nel 2004, inoltre, lavora per Franco Califano, all'incisione dell'album Non escludo il ritorno, pubblicato poi nel 2005. Il 2005 si chiude con collaborazioni con vari artisti, la sua occupazione principale di questo periodo è il tour con la Andrea Braido Band.

### Gli anni 2010
Nel 2011 inizia la collaborazione con Noemi come batterista durante la prima parte del RossoNoemi tour, la collaborazione prosegue l'anno seguente con la seconda parte del RossoNoemi tour. Il 18 settembre 2012 viene pubblicato per la Sony Music il primo album live di Noemi intitolato RossoLive in cui Marcello suona in 23 brani tra cui i singoli Briciole, L'amore si odia, Vuoto a perdere, Sono solo parole, Per tutta la vita, In un giorno qualunque, Odio tutti i cantanti, Poi inventi il modo, e le cover Altrove, La cura, Valerie, Quello che e Damn Your Eyes. Nell'album Marcello accompagna inoltre Noemi e Fiorella Mannoia nell'esibizione a duetto di L'amore si odia.

## Discografia

### Con gli Apoteosi
- 1975 - Apoteosi

### Con i Frankie e Canthina Band
- 2001 - The First[5]
- 2005 - Past to Present[6]
- 2011 - 20th Year[7]

### Con gli Andrea Braido Band
- 2005 - Space Braidus

### Come batterista
- 1985 - Shé-Bran di Didier Makaga ( Francia)
- 1987 - Encore une fois di Catherine Lara ( Francia)
- 1987 - Rocktambule di Catherine Lara ( Francia)
- 1988 - Songe d'une nuit di Jeane Manson ( Francia)
- 1989 - Ailleurs di William Sheller ( Francia)
- 1989 - Alors, regarde di Patrick Bruel ( Francia)
- 1989 - Restos du cœur di Coluche ( Francia)
- 1990 - Jakie Quartz di Jakie Quartz ( Francia)
- 1991 - Posso pensare a te? di Marco Armani ( Italia)
- 1991 - Volano le pagine di Mietta ( Italia)
- 1991 - Sopravvoliamo di Corrado Guzzanti ( Italia)
- 1992 - Sur scène dei Fredericks Goldman Jones ( Francia)
- 1993 - Il vento Matteo di Paola Massari ( Italia)
- 1993 - Santa Sofia di Lutte Berg ( Svezia)
- 1993 - Bercy 93 di Michel Sardou ( Francia)
- 1995 - Ragalentu dei Pantarei ( Italia)
- 1996 - Con tutto l'amore che c'è di Tiziana Rivale ( Italia)
- 1996 - Petra Magoni di Petra Magoni ( Italia)
- 1997 - Zenima di Zenima ( Germania)
- 1997 - Lara I di Lara Martelli ( Italia)
- 1997 - Paolo Carta di Paolo Carta ( Italia)
- 1997 - Alex Baroni di Alex Baroni ( Italia)
- 1997 - Pure Funk Live di Gegè Telesforo ( Italia)
- 1997 - 13 di Marco Armani ( Italia)
- 1998 - Bercy 98 di Michel Sardou ( Francia)
- 1998 - Quello che voglio di Alex Baroni ( Italia)
- 1998 - Pathos di Silvia Salemi ( Italia)
- 1998 - Dall'altra parte del mondo di Alessandro Pitoni ( Italia)
- 1999 - Ultimamente di Alex Baroni ( Italia)
- 2000 - L'arancia di Silvia Salemi ( Italia)
- 2001 - Défloration 13 di Hubert-Félix Thiéfaine ( Francia)
- 2001 - Bercy 2001 di Michel Sardou ( Francia)
- 2002 - Semplicemente (raccolta postuma) di Alex Baroni ( Italia)
- 2004 - C'è di più (album postumo) di Alex Baroni ( Italia)
- 2005 - Money for Dope di Daniele Luttazzi ( Italia)
- 2005 - Non escludo il ritorno di Franco Califano ( Italia)
- 2006 - La scoperta dell'America di Claudio Lolli ( Italia)
- 2007 - Love and other contradictions di Gegè Telesforo ( Italia)
- 2007 - School Is Boring di Daniele Luttazzi ( Italia)
- 2009 - Rhythm of Life di Papik ( Italia)
- 2009 - Fin 2009 - Brief Encounters di Amanda Learquando avrai coraggio di Nino Forestieri ( Italia)
- 2012 - RossoLive di Noemi ( Italia) (al cui interno accompagna anche Fiorella Mannoia nel duetto con Noemi in L'amore si odia)
- 2012 - Praise The Lord di Davi Wornel ( Italia)

Per beneficenza
- 2009 - Capo Verde terra d'amore Vol.1 di AA.VV. (compilation a scopo benefico) accompagna Lucilla Galeazzi e Peppe Voltarelli in Segreti al chiar di Luna

## Tour
- 1975 - Apoteosi tour (tour proprio) ( Italia)
- 1978 - tour di Patrick Samson ( Europa)
- 1979 - tour di Wess ( Europa)
- 1983 - in tour con i Bootleg Band (tour proprio) ( Europa - soprattutto  Francia -  Germania -  Svizzera)
- 1985 - tour di Cristiano Malgioglio ( Italia)
- 1986 - tour di Marco Armani ( Italia)
- 1987 - Leysin Rock Festival (esibizione propria) ( Svizzera)
- 1988 - tour di Catherine Lara ( Europa)
- 1989 - Restos du cœur di Coluche ( Francia)
- 1991 - Volano le pagine tour di Mietta ( Italia)
- 1991/1992 - tour di Jean-Jacques Goldman ( Mondo)
- 1993 - tour di Michel Sardou ( Europa)
- 1993 - Santa Sofia tour di Lutte Berg ( Svezia)
- 1995 - Ragalentu tour dei Pantarei ( Italia)
- 1995/1996 - tour di Gegè Telesforo ( Italia)
- 1997 - Pure Funk Live Tour di Gegè Telesforo ( Italia)
- 1997 - tour di Mike Francis ( Mondo)
- 1997 - tour di Michel Sardou ( Europa -  Canada -  Libano)
- 1998 - tour di Er Piotta ( Italia)
- 1998 - Quello che voglio tour di Alex Baroni ( Italia)
- 1998 - Festival internazionale della canzone di Sopot - accompagna Alex Baroni ( Polonia)
- 1998 - Dall'altra parte del mondo tour di Alessandro Pitoni ( Italia)
- 1999/2000 - Ultimamente tour di Alex Baroni ( Italia)
- 2001/2002 - The First tour degli Frankie e Canthina Band (tour proprio) ( Italia)
- 2003 - Laganà social club spettacolo teatrale di Rodolfo Laganà ( Italia)
- 2003 - Amore, amore spettacolo teatrale di Gino Landi ( Italia)
- 2004 - concerti di Ardit Gjebrea ( Albania)
- 2005 - tour di Brett Garsed ( Australia)
- 2005 - tour di Dario Deidda ( Italia)
- 2005 - Space Braidus tour con gli Andrea Braido Band (tour proprio) ( Italia)
- 2005 - tour degli Io vorrei la pelle nera ( Italia)
- 2005/2006 - Past to Present tour degli Frankie e Canthina Band (tour proprio) ( Italia)
- 2011 - 20th Year Tour degli Frankie e Canthina Band (tour proprio) ( Italia)
- 2011/2012 - RossoNoemi tour (prima parte) tour di Noemi ( Italia)
- 2012 - RossoNoemi tour (seconda parte) tour di Noemi ( Italia)

Per beneficenza
- 2009 - Amiche per l'Abruzzo (accompagna Laura Pausini, Gianna Nannini, Elisa e Giorgia)

## Programmi televisivi
Sigle televisive
- Avanzi (Rai 3 - dal 1991 al 1993)
- Tunnel (Rai 3 - 1993/1994)

Batterista
- Nella band del Pippo Chennedy Show (Rai 2 - 1997)

## Colonne sonore
- Sono pazzo di Iris Blond di Carlo Verdone (1996)

## Cortometraggi
- 1997 - P.F.L. Pure Funk Live di Gegè Telesforo